# Нервеза-делла-Батталья
Нервеза-делла-Батталья (итал. Nervesa della Battaglia) — коммуна в Италии, располагается в провинции Тревизо области Венеция.
Население составляет 6727 человек (на 2001 г.), плотность населения составляет 190 чел./км². Занимает площадь 35,5 км². Почтовый индекс — 31040. Телефонный код — 0422.
Покровителем коммуны почитается святой Иероним Стридонский, празднование в последний понедельник сентября.